# نادي أتلانتس
نادي أتلانتس لكرة القدم (Football Club Atlantas) هو نادي كرة قدم ليتواني، ويقع مقره في مدينة كلايبيدا الساحلية. تأسس الفريق سنة 1962 ويلعب حاليا على المستوى الأول من دوري ليتوانيا لكرة القدم.
تغير اسم النادي عدة مرات. تأسس في عام 1962 باسم غرانيتاس، وأصبح اسمه بي إس كي أراس في عام 1993. وثم أصبح تلانتس منذ عام 1996، عندما تم إدخال نادي سيريوس كلايبيدا في النادي، ويعني اسه في اللغة الليتوانية المحيط الأطلسي.
وكان أتلانتس بطل ليتوانيا في أعوام 1978 و 1980 و 1981 و 1984.